# C/1969 Y1 Bennett
C/1969 Y1 Bennett o Grande Cometa del 1970 è una cometa non periodica scoperta dall'astrofilo sudafricano John Caister Bennett il 28 dicembre 1969. La cometa al momento della scoperta era di 8,5a, Bennett ha impiegato 333,5 ore nel corso di 3 anni per scoprirla. La cometa ha raggiunto una luminosità massima di 0a e ha presentato cinque getti spiraliformi vicini al falso nucleo.

## Visibilità
La seguente tabella riporta la luminosità totale e la lunghezza della coda più lunga a determinate date; la tabella è stata impostata per mettere in rilievo i periodi durante i quali la cometa ha presentato una luminosità totale inferiore alla 4ª sia pre che post perielio:
| Data giorno e mese (1970) | Magnitudine visuale | Lunghezza della coda (in gradi) | Fonti       |
| ------------------------- | ------------------- | ------------------------------- | ----------- |
| 10 marzo                  | 2,3                 | 4                               | [ 5 ]       |
| 13 marzo                  | 1,7                 | 7                               | .           |
| 18 marzo                  | 0,5                 | -                               | [ 6 ]       |
| 19 marzo                  | -                   | 11                              | [ 4 ]       |
| 20 marzo                  | -                   | 11                              | [ 6 ]       |
| 21 marzo                  | 0,5                 | -                               | [ 6 ]       |
| 22 marzo                  | -0,5                | 12                              | [ 6 ] [ 4 ] |
| 26 marzo                  | 0                   | -                               | [ 6 ]       |
| 28 marzo                  | 0,5                 | -                               | [ 6 ]       |
| 1 aprile                  | 0,8                 | -                               | [ 4 ]       |
| 4 aprile                  | 1,2                 | -                               | [ 4 ]       |
| 5 aprile                  | 1,4                 | 12                              | [ 4 ]       |
| 6 aprile                  | 1,4                 | 12                              | [ 4 ]       |
| 8 aprile                  | 1,9                 | -                               | [ 4 ]       |
| 11 aprile                 | 1,9                 | 25                              | [ 4 ] [ 7 ] |
| 12 aprile                 | -                   | 20                              | [ 4 ]       |
| 14 aprile                 | 2                   | -                               | [ 8 ]       |
| 16 aprile                 | 3                   | -                               | [ 8 ]       |
| 25 aprile                 | 4                   | -                               | [ 8 ]       |

Il 2 aprile 1970 il falso nucleo ha raggiunto una luminosità apparente di 1,5a.

## Orbita
Caratteristica peculiare della sua orbita è l'inclinazione quasi perfettamente perpendicolare all'orbita della Terra e del piano invariabile del Sistema solare. La cometa segue un'orbita periodica a lungo periodo di approssimativamente 1.680 anni; finora non sono state trovate testimonianze di osservazioni cometarie della fine del terzo secolo che possano essere identificate con la C/1969 Y1 Bennett.